# William Kavanaugh Oldham
William Kavanaugh Oldham (* 20. Mai 1865 in Richmond, Kentucky; † 6. Mai 1938 in Pettus, Arkansas) war ein US-amerikanischer Politiker und 1913 kommissarisch Gouverneur von Arkansas.

## Frühe Jahre
Oldham besuchte die Central University in seiner Heimatstadt Richmond. Im Jahr 1885 kam er nach Pettus im Lonoke County in Arkansas. Als Mitglied der Demokratischen Partei war er seit 1907 politisch aktiv. In diesem Jahr wurde er für eine Amtszeit in das Repräsentantenhaus von Arkansas gewählt. Zwischen 1911 und 1913 war er Mitglied des Staatssenats und wurde sogar dessen Präsident.

## Interimsgouverneur und weiterer Lebenslauf
Am 8. März 1913 war der amtierende Gouverneur Joseph Taylor Robinson von seinem Amt zurückgetreten, um in den US-Senat zu wechseln. Damit musste der Präsident des Staatssenats das Amt des Gouverneurs übernehmen. Das war zu diesem Zeitpunkt noch William Oldham. Dessen Amtszeit als Senatspräsident endete aber bereits am 13. März, so dass es sich nur um eine Vertretung von wenigen Tagen handelte, die ihm aber immerhin einen Eintrag in die Liste der Gouverneure von Arkansas einbrachte. Neuer Senatspräsident und damit amtierender Gouverneur wurde Junius Marion Futrell. Oldham zog sich aus der Politik zurück und wurde Farmer. Er starb im Mai 1938. William Oldham war mit Lillian Munroe verheiratet, mit der er zwei Kinder hatte.